# Девід Нопфлер
Девід Нопфлер (англ. David Knopfler; 27 грудня 1952, Глазго) — британський гітарист, автор пісень, співак, клавішник. Молодший брат Марка Нопфлера. Один з творців групи Dire Straits.

## Біографія
Девід Нопфлер виріс в Ньюкаслі-на-Тайні, де навчався в Госфортській середній школі. Син архітектора, який переїхав до Великої Британії ще до народження дітей, Девід ріс в Ньюкаслі-на-Тайні. У віці 11 років, він опанував гітарою, фортепіано і барабанною установкою, і в 14 років, він виконував свої пісні в фолк-клубах. Після навчання у Бристольському політехнічному інституті, він став соціальним працівником в Лондоні, де він винаймав квартиру з Джоном Іллслі.
Нопфлер познайомив Іллслі з своїм старшим братом Марком, і вони (разом з барабанщиком Піком Візерсом) заснували Dire Straits.
Девід виконав партії ритм-гітари на перших двох альбомах Dire Straits (альбом) | Dire Straits і Communiqué. Під час запису третього альбому «Making Movies» Девід Нопфлер залишив групу і почав сольну кар'єру. 1983 року вийшов його перший сольний альбом «Release». Другий альбом, «Behind the Lines», вийшов в 1985 році, а третій, «Cut the Wire», вийшов 1986 року. Підписавши договір зі звукозаписною компанією «Cypress Records», Девід випустив в 1988 році свій четвертий альбом «Lips Against the Steel».
У 1995 році побачив світ альбом «Small Mercies», а в 2001-му «Wishbones». У записі останнього взяв участь Кріс Рі. Обидва альбоми продюсував Гаррі Богдановс. «Ship of Dreams», дев'ятий сольник Девіда Нопфлера, вийшов у світ в 2004 році.
Навесні 2005 року у Великій Британії вийшла його книга віршів «Blood Stones and Rhythmic Beasts».

## Дискографія

### в складі Dire Straits
- 1978 —   Dire Straits
- 1979 —  Communiqué
- 1980 —  Making Movies  (покинув групу під час запису альбому)
- 1987 —   Money For Nothing  (збірка)
- 1995 —   Live At The BBC
- 1998 —  Sultans of Swing: The Very Best of Dire Straits  (збірка)
- 2005 —   Private Investigations: The Best of Dire Straits and Mark Knopfler

### Сольні альбоми
- 1983 —   Release
- 1985 —  Behind the Lines
- 1986 —  Cut the Wire
- 1988 —  Lips Against the Steel
- 1991 —   Lifelines
- 1993 —  The Giver
- 1995 —  Small Mercies
- 2001 —  Wishbones
- 2004 —  Ship of Dreams
- 2006 —  Songs for the Siren
- 2009 —  Anthology 1983—2008  (вийшов в США)
- 2011 —  Acoustic (with Harry Bogdanovs)
- 2015 —  Grace